# Транспорты типа «Виктори»
«Ви́ктори» (англ. Victory) — тип грузовых судов, строившихся в США во время Второй мировой войны для обеспечения массовых военных перевозок.
Первое судно строилось с 12 января 1944 года и завершено 28 февраля 1944 года.
Снабжение операций ВМФ столкнулось с трудностями — суда типа «Либерти» развивали максимальную скорость в 11 узлов и не могли идти совместно с более быстроходными судами, что тормозило движение всего конвоя. Необходимо было наладить массовое производство кораблей со скоростью не менее 15 узлов, при этом достаточно качественных, чтобы их можно было использовать и по окончании войны.
В 1942 году Морская комиссия приступила к проектированию транспортного судна под кодовым обозначением AP1. Разработкой чертежей занималась компания «Bethlehem Steel» (Куинси, штат Массачусетс). К марту 1943 года проект, получивший обозначение EC2-S-AP1, был готов. Первоначальный план предусматривал постройку 1600 судов данного типа.
Из 531 судна этого типа, построенного во время войны, погибло всего пять: Fort Bellingham и Fort St. Nicholas были потоплены подводными лодками, и ещё три (Logan Victory, Hobbs Victory and Canada Victory) погибли в результате атаки лётчиков-камикадзе в апреле 1945 года.

## Подтипы
| Построено единиц | Тип       | Примечания                                      |
| ---------------- | --------- | ----------------------------------------------- |
| 272              | VC2-S-AP2 | 6000 л. с., транспортные суда общего назначения |
| 141              | VC2-S-AP3 | 8500 л. с.                                      |
| 1                | VC2-M-AP4 | Дизельные двигатели                             |
| 117              | VC2-S-AP5 | Войсковой десантный транспорт типа Haskell      |
| 3                | VC2-S-AP7 | Спущены на воду после войны                     |

## Технические данные
- длина: 138,76 м (наибольшая)[1], 133,05 м (между перпендикулярами)[1]
- ширина: 18,9 м (наибольшая)[1]
- водоизмещение: 12 540—14 837 т (полное)[1]
- скорость: около 17 узлов[1]